# Бирз
Бирз (рум. Bârz) — село у повіті Караш-Северін в Румунії. Входить до складу комуни Далбошец.
Село розташоване на відстані 333 км на захід від Бухареста, 50 км на південь від Решиці, 115 км на південний схід від Тімішоари.

## Населення
За даними перепису населення 2002 року у селі проживали 74 особи, усі — румуни. Усі жителі села рідною мовою назвали румунську.